# 亀屋万年堂
株式会社亀屋万年堂（かめやまんねんどう）は、神奈川県横浜市都筑区に本社を持つ菓子の専門店である。シャトレーゼホールディングスの100%子会社。ナボナなどの特徴的なお菓子を広く展開する。

## 歴史

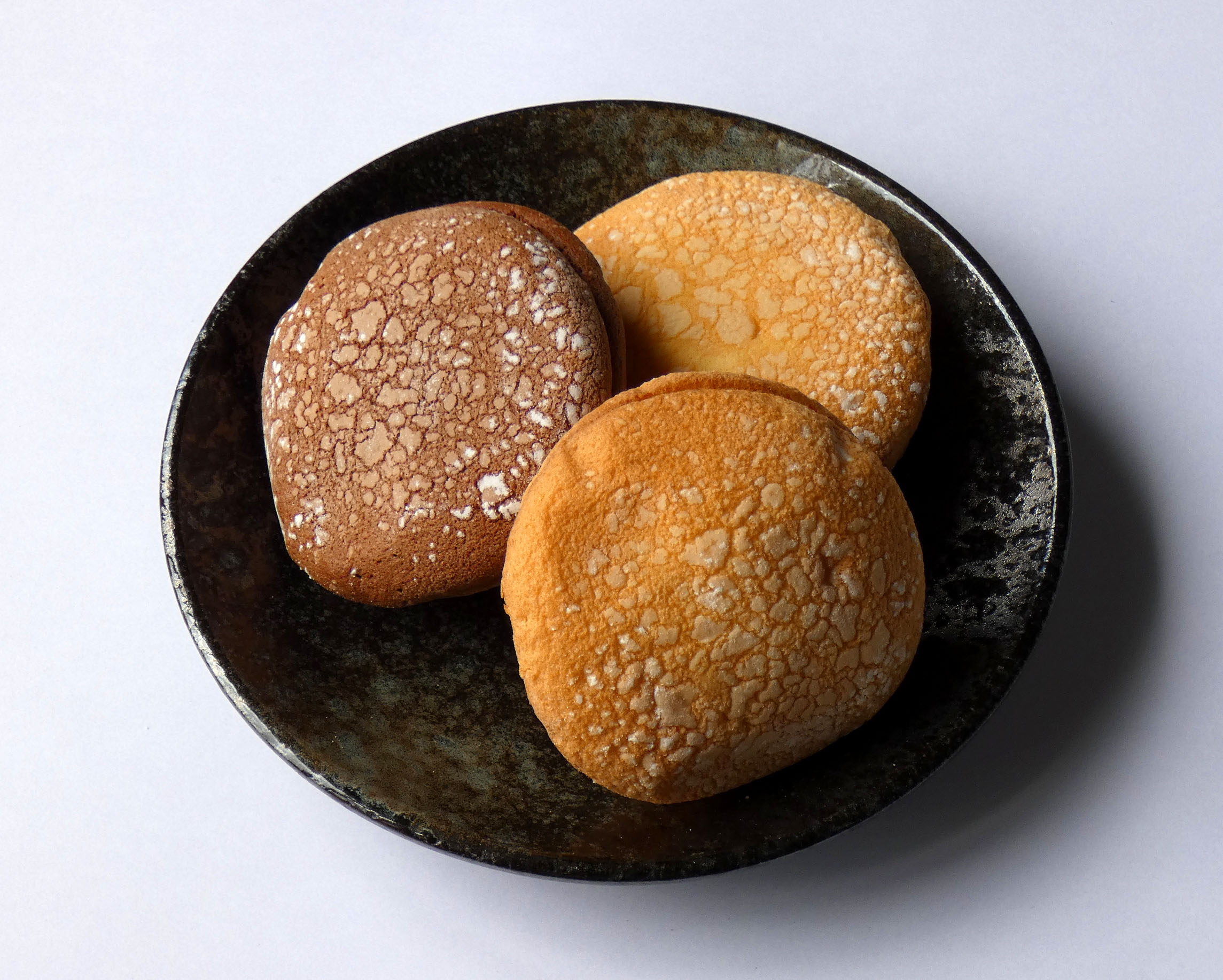
看板商品である「ナボナ」

1938年に引地末治が創業。第二次世界大戦のため1941年から1945年は閉店したが、終戦後の1946年から営業を再開し、1948年、合資会社亀屋万年堂として会社を設立する。
亀屋万年堂の代名詞・ナボナは1963年より発売を開始。ナボナは創業者で和菓子職人だった引地末治が欧州に旅行した際、現地の菓子文化に触れ「和菓子の感性を活かしながら、洋菓子の楽しさにあふれた商品を創りたい」という思いから商品化された。イタリア・ローマにある「ナヴォーナ広場」にちなんで名付けられている。1967年に王貞治（当時巨人軍選手）をコマーシャルに起用し「ナボナはお菓子のホームラン王です!」のフレーズで人気を高め、工場の増設、1974年には本社を移築するなど躍進を果たした。
その後、新商品「森の詩」（餡をカステラで巻いた和風ミニロールケーキ）が登場、前述の王のCMの台詞に「森の詩もよろしく」というフレーズが加わり、これまた人気を得た。森の詩は、現在は製造を終了している。
この頃、漫画家の赤塚不二夫が懇意にしており、自作マンガの中でも【好きな食べ物は「亀屋万年堂」の「ナボナ」です。「森の詩」もよろしく。】と宣伝している。
1979年に株式会社に改組。これをきっかけに亀屋万年堂製菓、カルチェラタンを設立し販売体制を強化（その後1984年に亀屋万年堂製菓を亀屋万年堂に吸収合併したが1995年に再独立。その際かしこ、東京ガトウ倶楽部、ケイエム商事と合せてグループ6社体制になる）。2007年より一部店舗でクレジットカードが使えるようになった。
2004年に末治の長男、引地良一の後を受けて社長に就任した国松彰（2011年に会長に就任）は、王の巨人時代の先輩にあたり、巨人軍の主力選手として活躍し、後に二軍監督、コーチなどを歴任した経歴を持つ。末治の娘（良一の兄弟）と結婚したことが縁で王のコマーシャルモデル起用、並びに役員就任にもつながった。
自由が丘総本店は旧店舗が老朽化のため改築工事を経て、2015年4月16日に新装オープンした。
2021年1月15日にシャトレーゼホールディングスが全株式を取得し、亀屋万年堂はシャトレーゼホールディングスの完全子会社となった。同年10月には創業家一族外から初めて、シャトレーゼから出向の広瀬好文が社長に就任した。

## 事業所

### 販売店
直営店　(2024年6月現在)
東京都
- 目黒区 - 2店舗（自由が丘総本店含む。)
- 世田谷区 - 2店舗
- 大田区 - 7店舗

- 品川区 - 2店舗
- 杉並区 - 1店舗

- 町田市 - 1店舗
- 三鷹市 - 1店舗

神奈川県
- 横浜市 - 6店舗（工場直販も含む）
- 川崎市 - 2店舗

### 工場
「ナボナ」などの製品は神奈川県横浜市都筑区にある横浜工場にて製造されている。現在は本社も横浜工場に所在している。

## 関連会社
- 亀屋万年堂製菓株式会社
- 株式会社亀万
- 株式会社anovan

## 鶴屋千年堂

### 菓子店
横浜市港北区の東急東横線大倉山駅前に姉妹店の「鶴屋千年堂」という菓子店があったが、1998年に放火による火事で焼失し、閉店。かつて亀屋万年堂の一番弟子として修行した主人が独立の際に暖簾分けとして鶴屋千年堂の名前をもらったという。跡地は2021年現在、時間貸駐車場になっている。
鶴屋千年堂の主人の息子が大倉山から程近い大曽根の商店街で鶴屋千年堂の支店を開いていたが、こちらも2006年時点では閉店していた。支店の看板は少なくとも2004年2月の時点までは存在していた。
やはり大倉山から近い横浜市営地下鉄ブルーライン新羽駅前にあった亀屋万年堂の支店が、かつて鶴屋千年堂の関連店で、上述の火事の直後に面倒を見ていたという。

### 化粧品販売会社
2016年ごろ、菓子屋とは別の「鶴屋千年堂株式会社」を名乗る業者が、化粧品のインターネット通信販売を行っていた。会社概要によると2009年設立で住所は東京都新宿区にあった。法人番号指定は2015年10月5日とある。菓子店の旧鶴屋千年堂や亀屋万年堂の関係者との人的関係など詳細は不明である。2019年時点では消滅していた。「水精ロゼ」というブランドの化粧水や保湿クリームなどを販売し、製造元は株式会社シャロンであった。

### パロディなど
アニメ映画『がんばれ!!タブチくん！』（1979年）には「鶴屋千年堂のボナボ」というセリフが登場した。
漫画『燃える!お兄さん』（1987年〜1991年）には「鶴屋千年堂のタボナ」というセリフが登場した。